# Daïet el Kerfa
Daïet el Kerfa är en vattenfylld sänka i Algeriet. Den ligger i provinsen Médéa, i den norra delen av landet, 130 km söder om huvudstaden Alger.